# Dunkle Weichhaarmaus
Die Dunkle Weichhaarmaus (Praomys obscurus) ist ein Nagetier in der Unterfamilie der Altweltmäuse, die ein sehr begrenztes Verbreitungsgebiet in Nigeria hat. Die Art ist nahe verwandt mit Hartwigs Weichhaarmaus (Praomys hartwigi), zu der sie zeitweilig als Unterart gelistet wurde.

## Merkmale
Mit einer Kopf-Rumpf-Länge von 108 bis 137 mm, einer Schwanzlänge von 149 bis 174 mm und mit einem Gewicht von 34 bis 60 g ist die Art ein größerer Vertreter der Gattung Afrikanische Weichratten. Sie hat 26 bis 28 mm lange Hinterfüße und 19 bis 21 mm lange Ohren. Das Fell der Oberseite wird aus Haaren gebildet, die an der Wurzel grau, in der Mitte hellbraun oder beige und an der Spitze schwarz sind. Daraus ergibt sich eine dunkelbraune bis grauschwarze Fellfarbe, die auf der Rückenmitte am dunkelsten ist. Das oberseitige Fell von Jungtieren ist heller grau. Im Gegensatz zu Hartwigs Weichhaarmaus kommen keine rötlichen Nuancen vor. Das oberseitige Fell von Jungtieren ist heller grau. Eine schmale rotbraune Linie trennt die Oberseite von der hellgrauen bis weißen Unterseite. Auf den dunklen Ohren sind nur vereinzelt Haare vorhanden. Die Dunkle Weichhaarmaus hat an Händen und Füßen jeweils fünf Finger bzw. Zehen mit Krallen, wobei die Daumen verkümmert sind. Der lange Schwanz ist mit Schuppen und sehr kleinen Borsten bedeckt.

## Verbreitung
Dieses Nagetier lebt im Gotel-Gebirge im Südosten Nigerias. Es hält sich in Regionen auf, die auf 1600 bis 2400 Meter Höhe liegen. Die Dunkle Weichhaarmaus bewohnt großflächige Wälder, Galeriewälder, mit Wald bedeckte Sumpfgebiete und Landschaften mit einem Bewuchs aus Gräsern und Farnen.

## Lebensweise
Die Exemplare sind nachtaktiv und halten sich vorwiegend am Boden auf. Es wird vermutet, dass Weibchen ein Gewicht von 40 g erreichen müssen, bevor sie sich fortpflanzen können. Weibchen, die Ende März untersucht wurden, waren mit 3 bis 4 Embryos trächtig oder hatten aktive Milchdrüsen. Männchen sind nach 30 bis 35 Tagen geschlechtsreif.

## Bedrohung
Der Bestand der Art wird durch intensive Forstwirtschaft und durch Umwandlung der Wälder in Ackerland bedroht. Die Dunkle Weichhaarmaus wird von der IUCN als „stark gefährdet“ (endangered) gelistet.